# Adelungia
Adelungia es un género de foraminífero bentónico de la subfamilia Reophacinae, de la familia Hormosinidae, de la superfamilia Hormosinoidea, del suborden Hormosinina y del orden Lituolida. Su especie tipo es Pseudoreophax marginulinaeformis. Su rango cronoestratigráfico abarca desde el Jurásico hasta la Albiense (Cretácico inferior).

## Discusión
Clasificaciones previas incluían Adelungia en la familia Hormosinidae y en el suborden Textulariina del orden Textulariida o en el orden Lituolida sin diferenciar el suborden Hormosinina.

## Clasificación
Adelungia incluye a las siguientes especies:
- Adelungia aibugirensis †
- Adelungia marginulinaeformis †
- Adelungia oligocenica †